# 서울삼전초등학교
서울삼전초등학교(三田初等學校)는 대한민국 서울특별시 송파구에 있는 공립 초등학교이다.

## 학교 연혁
- 1983년 10월 7일 : 서울삼전초등학교 설립 인가
- 1983년 10월 21일 : 초대 노효순 교장 취임
- 1984년 5월 10일 : 개교식
- 1985년 2월 18일 : 제 1회 졸업식 570명
- 1986년 9월 20일 : 제 10회 아시아 경기대회 문화행사 참가
- 1987년 9월 1일 : 제 2대 윤장환 교장 취임
- 1988년 9월 17일 : 제 24회 서울 올림픽 대회 문화행사 참가
- 1989년 4월 11일 : 본교 '대통령 표창' 수상
- 1993년 3월 1일 : 제 3대 선형렬 교장 취임
- 1997년 3월 1일 : 제 4대 이무영 교장 취임
- 1999년 3월 1일 : 제 5대 홍수자 교장 취임
- 2003년 3월 1일 : 제 6 문용성 교장 취임
- 2004년 12월 29일 : 학교경영 우수학교 교육장표창(영어교육우수학교)
- 2006년 3월 1일 : 제 7대 신성숙 교장 취임
- 2006년 5월 20일 : 컴퓨터실 리모델링 및 개관(3실)
- 2006년 9월 20일 : 별관 5개 층(1-5층) 화장실 개축 공사
- 2006년 12월 29일 : 학교경영우수학교 교육장표창(환경교육우수학교)
- 2007년 2월 1일 : 전자도서관시스템(DLS 작업)
- 2007년 5월 1일 : 회의실 리모델링 공사
- 2007년 8월 1일 : 교실바닥 교체 공사 및 노후 책걸상 교체
- 2007년 8월 30일 : 서울 아리수 공사(먹는 물 개선사업)
- 2007년 11월 26일 : 방과 후 보육교실 개관식
- 2007년 12월 28일 : 학교경영우수학교 교육감표창(과학교육우수학교)
- 2008년 3월-2008년 3월 서울시 지원 방과후학교 중점학교 지정
- 2008년 7월 : 보건실 현대화 및 중앙현관 리모델링
- 2008년 11월 19일 : 삼전 씨름부 창단
- 2008년 12월 10일 : 영어 전용교실 개관
- 2009년 1월 9일 : 영어공교육 강화 우수학교 교육감 표창
- 2009년 2월 13일 : 제 25회 졸업식 358명 (누계 12,511명)
- 2009년 10월 25일 : 삼전체육관 두드림(Do Dream) 개관식
- 2009년 12월 31일 : 교육과정 자율화 우수학교 교육감 표창
- 2010년 1월 : 사물함 교체 (1-6학년)
- 2010년 2월 10일 : 제 26회 졸업식 296명 (누계 12,807명)
- 2010년 12월 22일 : 저탄소 녹색학교 우수학교 송파구청 표창
- 2011년 2월 15일 : 제 27회 졸업식 287명 (누계 13,094명)
- 2011년 3월 2일 : 입학식(192명) 54학급 편성
- 2011년 6월 3일 : 제8대 류명숙 교장 취임
- 2012년 3월 1일 : 50학급 편성(특수 2학급)2012.02.05제28회 졸업식(281명, 누계13,375명)
- 2012년 3월 1일 : 다문화 연구학교 1차년도 운영(서울특별시교육청 지정)
- 2012년 4월 7일 : 토요 다문화 행복학교 개교식
- 2012년 6월 2일 : 글로벌선도학교(집중지원형) 지정(2년간)
- 2012년 12월 18일 : 생활교육우수학교 서울특별시교육청교육감 표창
- 2012년 12월 21일 : 전화친절도 평가 서울특별시강동교육지원청교육장 표창
- 2013년 2월 13일 : 제 29회 졸업식(257명, 누계 13,633명)
- 2013년 3월 4일 : 신입생 입학식(남83명, 여 89명, 계 172명)
- 2013년 3월 18일 : 동관교실 및 복도 도장공사
- 2013년 6월 15일 : 다문화페스티벌 실시
- 2013년 7월 17일 : 체육관 옥상, 별관 옥상 및 베란다 방수공사
- 2013년 8월 16일 : 창호안전바 설치공사
- 2013년 9월 5일 : 담장(펜스) 설치공사
- 2013년 9월 8일 : 학교평생교육우수학교 서울특별시교육청 교육감상
- 2013년 10월 16일 : 다문화연구학교 합동보고회 개최
- 2014년 2월 14일 : 제30회 졸업식 (230명, 누계 13,863명)
- 2014년 3월 3일 : 입학식(남84명, 여87명 계171명) 46학급(특수2학급)
- 2014년 3월 3일 : 운동부 시범학교 지정(3년간)
- 2015년 2월 13일 : 제31회 졸업식 (189명, 누계 14,052명)
- 2015년 3월 2일 : 입학식(남80명, 여88명 계 168명) 44학급(특수2학급)
- 2024년 5월 10일 : 개교 40주년

## 참고 자료
- 서울삼전초등학교 - 한국교육학술정보원 학교알리미